# Melanotrichia taiwanensis
Melanotrichia taiwanensis is een schietmot uit de familie Xiphocentronidae. De soort komt voor in het Oriëntaals gebied.